# 미로 (드라마)
미로는 한국방송공사 주간드라마이다.

## 제작진
- 극본 : 김항명
- 연출 : 김인경

## 출연진
- 김미숙
- 김순철
- 김영철
- 금보라
- 사미자
- 이신재
- 최정훈
- 한정국